# چنار (طارم)
چنار یک منطقهٔ مسکونی در ایران است که در دهستان درام واقع شده‌است. چنار ۳۵ نفر جمعیت دارد.